# Atyria obtusimacula
Atyria obtusimacula är en fjärilsart som beskrevs av Warren. Atyria obtusimacula ingår i släktet Atyria och familjen mätare. Inga underarter finns listade i Catalogue of Life.